# Danja (Nigeria)
Pour les articles homonymes, voir Danja.
Danja est une zone de gouvernement local et un royaume traditionnel de l'État de Katsina au Nigeria,.

## Source
- (en) Cet article est partiellement ou en totalité issu de l’article de Wikipédia en anglais intitulé « Danja, Nigeria » (voir la liste des auteurs).